# Alpinia gigantifolia
Alpinia gigantifolia är en enhjärtbladig växtart som först beskrevs av Adolph Daniel Edward Elmer, och fick sitt nu gällande namn av Rosemary Margaret Smith. Alpinia gigantifolia ingår i släktet Alpinia och familjen Zingiberaceae. Inga underarter finns listade i Catalogue of Life.